# Pilszyno (stacja kolejowa)
Pilszyno (ros. Пильшино) – stacja kolejowa w miejscowości Pilszyno, w rejonie wygonickim, w obwodzie briańskim, w Rosji. Położona jest na linii z Briańska do Homla.

## Historia
Stacja powstała w XIX w. na poleskiej drodze żelaznej, pomiędzy stacjami Krasnyj Rog i Wygoniczi.